# Trichophyton depressum
Trichophyton depressum är en svampart som beskrevs av MacCarthy 1925. Trichophyton depressum ingår i släktet Trichophyton och familjen Arthrodermataceae.   Inga underarter finns listade i Catalogue of Life.